# Isabel Sánchez
Isabel Sánchez (28 de janeiro de 1976) é uma ex-basquetebolista profissional espanhola.

## Carreira
Isabel Sánchez integrou Seleção Espanhola de Basquetebol Feminino em Pequim 2008, terminando na quinta posição.